# Selenops maranhensis
Selenops maranhensis är en spindelart som beskrevs av Cândido Firmino de Mello-Leitão 1918. 
Selenops maranhensis ingår i släktet Selenops och familjen Selenopidae. Inga underarter finns listade i Catalogue of Life.